# 어느 여자의 전쟁
어느 여자의 전쟁(Kona fer i strio, Woman at War)은 아이슬란드에서 제작된 베네딕트 에르들링손 감독의 2018년 액션, 스릴러 영화이다. 할도라 가이어하즈도티르 등이 주연으로 출연하였다.
2018년 칸 영화제에서 초연되었으며 2018년 5월 22일 개봉되었다. 제91회 아카데미상 시상식의 외국어 영화 부문으로 출품되었으나 후보로 지명되지 못했다.

## 출연

### 주연
- 할도라 가이어하즈도티르